# Kreiselfrüchtiges Birnmoos
Das diözische Kreiselfrüchtige Birnmoos (Bryum turbinatum) kommt vor allem in Mooren und Feuchtwiesen vor. Durch die Dezimierung seiner Lebensräume ist es recht selten geworden und zunehmend bedroht. Meist bildet es recht kleinflächige Bestände.

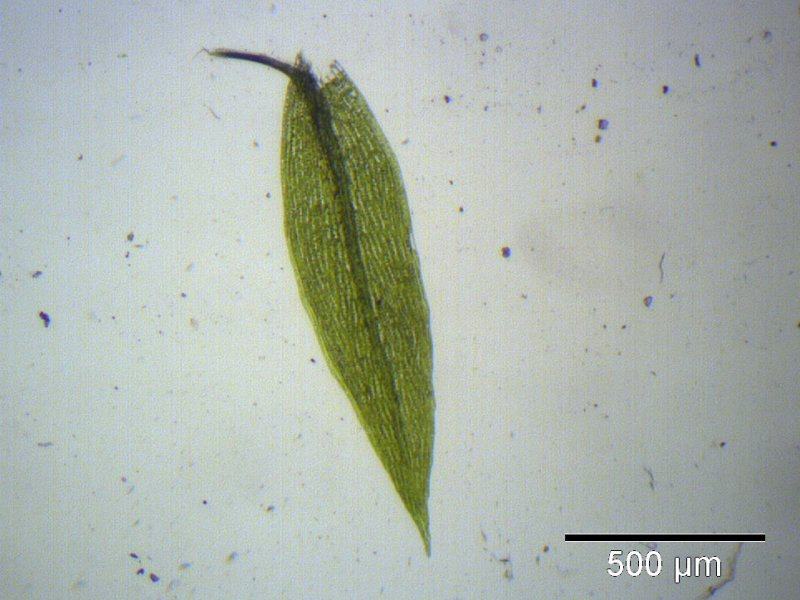
Blatt von Bryum turbinatum, Vergrößerung: 40x

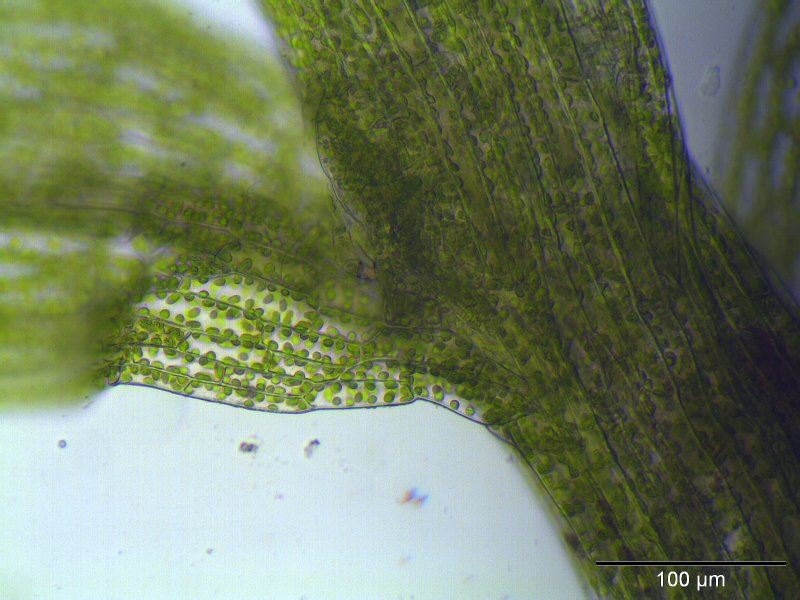
Schwach herablaufende Blattbasis, Vergrößerung: 250x

## Merkmale
Bryum turbinatum wächst in dichten bis lockeren, in der Regel bis 2 cm hohen schmutzig- bis gelblichgrünen, oft auch rötlichen Rasen. Die schlanken sterilen Sprosse sind charakteristisch verlängert und entfernt beblättert. Die im feuchten Zustand aufrecht abstehenden und im trockenen Zustand etwas gedrehten Blätter sind eiförmig-lanzettlich, allmählich zugespitzt und ganzrandig. Am Blattgrund ist es dem Stängel schwach herablaufend (oft undeutlich erkennbar). Die Blattgrundzellen sind farblich nicht von den anderen Laminazellen abgehoben. Die Mittelrippe endet vor oder in der Blattspitze. Die Laminazellen sind 70 bis 100 µm lang und 17 bis 21 µm breit. Am Blattrand sind sie schmaler und länger und bilden einen schwachen Saum aus 1 bis 3 Zellreihen. Die rötliche Seta wird bis 4 cm lang und trägt eine hängende, reif gelb bis bräunlich gefärbte Kapsel, die breit kreiselig birnenförmig ist und im trockenen Zustand nach dem Abfallen des Deckels unter der Mündung eingeschnürt erscheint. Sie sind in der Regel im Frühsommer reichlich entwickelt.

## Standort und Verbreitung
Das Kreiselfrüchtige Birnmoos besiedelt feuchte bis nasse, basenreiche, oft auch kalkhaltige, lichtreiche bis halbschattige Standorte. Es wächst auf lehmiger, sandiger, toniger, torf- oder humushaltiger, selten auch kiesreicher Erde. Es wächst vor allem an den Rändern von Gräben und Teichen, an den Ufern von Gewässern, in lückigen Feuchtwiesen, am Rande von Torfstichen, in nassem Kalktuff und selten in Fugen und Spalten von Mauern. Es ist in ganz Mitteleuropa verbreitet, jedoch nicht häufig.